# Флутершен
Флутершен (нім. Fluterschen) — громада в Німеччині, розташована в землі Рейнланд-Пфальц. Входить до складу району Альтенкірхен. Складова частина об'єднання громад Альтенкірхен.
Площа — 3,36 км2. Населення становить 651 ос. (станом на 31 грудня 2020).